# NGC 3265
NGC 3265 is een elliptisch sterrenstelsel in het sterrenbeeld Kleine Leeuw. Het hemelobject werd op 11 april 1785 ontdekt door de Duits-Britse astronoom William Herschel.

## Synoniemen
- UGC 5705
- MCG 5-25-19
- ZWG 154.23
- WAS 12
- IRAS10282+2903
- PGC 31029